# Mala (álbum de Yolandita Monge)
Mala es el álbum de estudio número 31 de la cantante y actriz puertorriqueña Yolandita Monge editado bajo el sello discográfico Universal Music Latin Entertainment.  Fue lanzado el 25 de noviembre de 2008 y continúa la misma línea musical y lírica de Demasiado Fuerte.
La producción de primera categoría contiene un dúo con el salsero puertorriqueño Víctor Manuelle.  El álbum alcanzó un éxito moderato en Puerto Rico y los mercados latinos, a diferencia de la masiva recepción de Demasiado Fuerte el año anterior.  La cantante filmó un video para el sencillo "Mala", disponible en iTunes para descargar.

## Listado de Canciones
| Standard Edition |                                                   |                                                |          |  |
| N.º              | Título                                            | Compositores:                                  | Duración |  |
| 1.               | «Una Y Otra Vez»                                  | José Luís Pagan, Cirilo E. Rodulfo             | 3:59     |  |
| 2.               | «Sin Pensarlo»                                    | José Luís Pagan                                | 4:05     |  |
| 3.               | «Mala»                                            | María Isabel Saavedra                          | 3:09     |  |
| 4.               | «Nada Es Suficiente»                              | José Luís Pagan, Yoel Henriquez                | 4:49     |  |
| 5.               | «Oportunidad Perdida (featuring Víctor Manuelle)» | Jorge Luis Piloto, Yoel Henriquez              | 4:09     |  |
| 6.               | «Sería Lamentable»                                | Alexis Grullon                                 | 3:49     |  |
| 7.               | «Viviré»                                          | José Luís Pagan, María Matto                   | 3:27     |  |
| 8.               | «Amor del Bueno»                                  | José Luís Pagan                                | 3:25     |  |
| 9.               | «A Quién le Importa»                              | Elain Morales, José Luís Pagan, Yoel Henriquez | 4:24     |  |
| 10.              | «Peor Que Tú»                                     | José Luís Pagan, Yoel Henriquez                | 3:50     |  |

| Radio Remixes |                                        |              |          |  |
| N.º           | Título                                 | Featuring    | Duración |  |
| 11.           | «Mala» (Urban Remix)                   | Ivy Queen    | 3:18     |  |
| 12.           | «Mala» (Tropical Remix)                | La India     | 3:20     |  |
| 13.           | «Una y Otra Vez» (Urban Remix)         | Divino       | TBA      |  |
| 14.           | «Oportunidad Perdida» (Remade Version) | Anthony Rios |          |  |

## Sencillos
- Mala (2008)
- Una y Otra Vez (2009)
- Sin Pensarlo (2009)
- Sería Lamentable (2010)
- Oportunidad Perdida (feat. Victor Manuelle) (2011)
- Oportunidad Perdida (feat. Anthony Rios) (Radio Only) (2011)

## Charts
| Year | Chart                      | Peak |
| ---- | -------------------------- | ---- |
| 2008 | Billboard Top Latin Albums | 3    |
| 2008 | Billboard Latin Pop Albums | 2    |
| 2008 | The Billboard 200 Albums   | 159  |

### Singles charts
| Year | Chart                            | Song           | Peak |
| ---- | -------------------------------- | -------------- | ---- |
| 2008 | Billboard Latin Tropical Airplay | Mala           | 16   |
| 2008 | Billboard Latin Rhythm Airplay   | Mala           | 13   |
| 2008 | Billboard Hot Latin Songs        | Mala           | 23   |
| 2008 | Billboard Latin Pop Airplay      | Mala           | 17   |
| 2009 | Billboard Latin Rhythm Airplay   | Una y Otra Vez | 17   |
| 2009 | Billboard Latin Pop Airplay      | Una y Otra Vez | 31   |
| 2009 | Billboard Latin Tropical Airplay | Una y Otra Vez | 32   |
| 2009 | Billboard Hot Latin Songs        | Una y Otra Vez | 35   |